# Nyahururu
Nyahururu este un oraș din Kenya. Are 36.450 de locuitori.